# Famille des Bogdanești
La famille des Bogdanești est une famille de voïvodes de la Moldavie historique, dont le premier représentant est Bogdan Ier le Fondateur (Bogdan Întemeitorul).
La branche issue de Bogdan II Mușat donne des membres nommés aussi Mușatini.

## Arbre généalogique
```
Bogdan 
I
er
 le Fondateur
 (
Bogdan Întemeitorul
), prince de 
Maramureș
 de ? à 1342, prince de 
Moldavie
 de 1363 à 1367.
  Maria
  ├─
Étienne 
I
er
 de Moldavie
 (
Ștefan al Moldovei
), prince de 
Moldavie
 de 1365 à 1366
  │   Margareta-Mușata
  │   ├─
Étienne de Moldavie
 (
Ștefan al Moldovei
), prince de 
Moldavie
 de 1367 à 1367
  │   ├─
Pierre 
I
er
 de Moldavie
 (
Petru al Moldovei
), prince de 
Moldavie
 de 1375 à 1391
  │   │  │─
Roman de Moldavie
 (
Roman al Moldovei
), prince de 
Moldavie
 de 1394 à 1399 et de 1400 à 1403
  │   │  │─
Ivașco de Moldavie
 (
Roman al Moldovei
), prince de 
Moldavie
 en 1400.
  │   ├─(une fille), ép. Iuga Giurgevici, "
jupan
" de 1392 à 1393
  │   │  │─Étienne/Ștefan, "
jupan
" de 1392 à 1393
  │   ├─
Roman 
I
er
 de Moldavie
 (
Roman Autocratul
), prince de 
Moldavie
 de 1391 à 1394
  │   │   ├─
Étienne 
I
er
 de Moldavie
 (
Ștefan al Moldovei
), prince de 
Moldavie
 de 1394 à 1399
  │   │   │   ├─Bogdan
  │   │   │   ├─Étienne/Ștefan
  │   │   ├─
Michel de Moldavie
 (
Mihail al Moldovei
), prince de 
Moldavie
 en 1395 et en 1398
  │   │   ├─
Juga de Moldavie
 (
Iuga al Moldovei
), prince de 
Moldavie
 de 1399 à 1400
  │   │   ├─
Alexandre 
I
er
 le Bon
 (
Alexandru cel Bun
), prince de 
Moldavie
 de 1400 à 1432
  │   │   │   Margareta
  │   │   │   ├─
Roman de Moldavie
 (
Roman al Moldovei
), prince de 
Moldavie
 de 1407 à 1407
  │   │   │   ├─
Vasilisa de Moldavie
 (
Vasilisa al Moldovei
), prince de 
Moldavie
 de 1407 à 1407
  │   │   │   Ana-Neacșa
  │   │   │   ├─
Iliaș Ier de Moldavie
 (
Iliaș al Moldovei
), prince de 
Moldavie
 de 1432 à 1433 et de 1435 à 1442
  │   │   │   │   Marica-Oligmandovici
  │   │   │   │   ├─
Roman II de Moldavie
 (
Roman al Moldovei
), prince de 
Moldavie
 de 1447 à 1448
  │   │   │   │   ├─
Alexandre II de Moldavie
 (
Alexandru al Moldovei
), prince de 
Moldavie
 en 1449, de 1452 à 1454 et en 1455
  │   │   │   │   │ ├─(un fils) prince de 
Moldavie
 en 1504
  │   │   │   │   ├─Anastasia
  │   │   │   Stana
  │   │   │   ├─
Étienne II de Moldavie
 (
Ștefan al Moldovei
), prince de 
Moldavie
 de 1433 à 1447
  │   │   │   Marina
  │   │   │   ├─Ana
  │   │   │   ├─
Pierre III de Moldavie
 (
Petru al Moldovei
), prince de 
Moldavie
 de 1444 à 1449
  │   │   │   ├─Anastasia, ép. Stanciu Marele
  │   │   │ ?
  │   │   │   ├─
Roman II de Moldavie
 (
Roman al Moldovei
), prince de 
Moldavie
 en 1447
  │   │   │   ├─
Bogdan II Mușat
, prince de 
Moldavie
 de 1449 à 1451
  │   │   │   │   Maria-Oltea
  │   │   │   │   ├─
Étienne III le Grand
 (
Ștefan cel Mare
), prince de 
Moldavie
 de 1457 à 1504
  │   │   │   │   ├─Sora, ép. Isaia Vornicul
  │   │   │   │   ├─Maria, ép. Șendrea
  │   │   │   ├─Alexandru
  │   │   │   ├─Bogdan
  │   │   │   ├─
Pierre IV Aron
, prince de 
Moldavie
 de 1451 à 1452 et de 1455 à 1457
  │   │   │   │   ├─
Alexandre de Moldavie
 (
Alexandru al Moldovei
), prince de 
Moldavie
 en 1476
  │   │   │   │   ├─Petru Hronotă
  │   │   │   │   ├─Ilie
  │   │   │   │   │ ├─
Alexandru III Cornea
, prince de 
Moldavie
 de 1540 à 1541
  ├─
Lațcu de Moldavie
 (
Lațcu al Moldovei
), prince de 
Moldavie
 de 1367 à 1375
  │   Ana
  │   ├─Anastasia
```